# Bram Stoker Awards 1993
Der Bram Stoker Award 1993 wurde im Jahr 1994 für Literatur aus dem Vorjahr in zehn Kategorien vergeben. Bei der Verleihung werden jährlich außergewöhnliche Beiträge zur Horrorliteratur geehrt. Der Bram Stoker Award wird seit 1987 vergeben, die Gewinner werden per Wahl von den Mitgliedern der Horror Writers Association (HWA) bestimmt.
Im Gegensatz zu den Vorfahren wurden die Bram Stoker Awards 1993 in insgesamt zehn statt wie vorher in sieben Kategorien vergeben. Dabei wurde die ehemalige Kategorie Long Fiction aufgeteilt in die Kategorien Novella und Novelet, hinzu kamen neue Kategorien für Andere Medien (Other Media) sowie der Special Trustees Award.  Dan Simmons wurde dreimal nominiert und gewann den Preis in der Kategorie Novelet mit Death in Bangkok.

## Gewinner und nominierte Autoren
Der Bram Stoker Award 1993 wurde im Jahr 1994 in zehn Kategorien vergeben:
| Kategorie                         | Gewinner                 | Werk                                                                     | Weitere nominierte Autoren | Bilder der Gewinner       |
| --------------------------------- | ------------------------ | ------------------------------------------------------------------------ | --- | ------------------------- |
| Roman (Novel)                     | Peter Straub             | The Throat (deutsch: Der Schlund)                                        | - Kim Newman: Anno Dracula (deutsch: Anno Dracula) - Bradley Denton: Blackburn - Poppy Z. Brite: Drawing Blood - Bentley Little: The Summoning                      | Peter Straub, 2009        |
| Erstlingswerk (First Novel)       | Nina Kiriki Hoffman      | The Thread that Binds the Bones                                          | - Yvonne Navarro: Afterage - Richard Christian Matheson: Created By - Anne Billson: Suckers - Philip Nutman: Wet Work                                               | Nina Kiriki Hoffman, 2006 |
| Novella                           | Harlan Ellison Jack Cady | Mefisto in Onyx (deutsch: Mephisto in Onyx) The Night We Buried Road Dog | - Richard Gilliam: Caroline and Caleb - Dan Simmons: Flashback | Harlan Ellison, 1986      |
| Novelet                           | Dan Simmons              | Death in Bangkok                                                         | - Michael Moorcock: Colour - S.P. Somtow: Darker Angels - Connie Willis: Death on the Nile                                                                          |                           |
| Kurzgeschichte (Short Fiction)    | Nancy Holder             | I Hear the Mermaids Singing                                              | - William S. Burroughs: Death Fiend Guerrillas - Sherman Alexie: Distances - Dennis Etchison: The Dog Park - Wayne Allen Sallee: Pain Grin                          |                           |
| Sammelband (Fiction Collection)   | Ramsey Campbell          | Alone with the Horrors                                                   | - Lucy Taylor: Close to the Bone - Richard Laymon: A Good and Secret Place - Dan Simmons: Lovedeath - Stephen King: Nightmares and Dreamscapes (deutsch: Alpträume) |                           |
| Sachbuch (Nonfiction)             | Robert Bloch             | Once Around the Bloch                                                    | - Shirley Harrison & Michael Barrett: The Diary of Jack the Ripper - David J. Skal: The Monster Show                                                                | Robert Bloch, 1976        |
| Andere Medien (Other Media)       | Joe R. Lansdale          | onah Hex: Two-Gun Mojo                                                   | - Matthew J. Costello: The Seventh Guest - Garth Ennis: Hellblazer - Michael Crichton & David Koepp: Jurassic Park (Drehbuch) - Neil Gaiman: The Sandman            | Joe R. Lansdale, 2012     |
| Lebenswerk (Lifetime Achievement) | Joyce Carol Oates        |                                                                          | |                           |
| Special Trustees Award            | Vincent Price            |                                                                          | |                           |